# Achelia dohrni
Achelia dohrni är en havsspindelart som först beskrevs av Thomson, G.M., och fick sitt nu gällande namn av  1884. Achelia dohrni ingår i släktet Achelia och familjen Ammotheidae. Inga underarter finns listade i Catalogue of Life.